# The View (musikgrupp)
The View är ett indierockband från Dundee i Skottland, bildat 2005. Deras debutalbum, Hats Off to the Buskers, släpptes den 22 januari 2007 och hamnade på första plats på UK Albums Chart redan nästa vecka. Deras andra album, Which Bitch?, släpptes den 2 februari 2009.
2017 kungjorde bandet at det tog en paus. Sista konserten spelades 1 december 2017 i hemstaden Dundee.

## Bandmedlemmar
Ordinarie medlemmar
- Kyle Falconer – sång, rytmgitarr, piano, ukulele, munspel (2005–)
- Kieren Webster – bakgrundssång, basgitarr (2005–)
- Pete Reilly – sologitarr (2005–)
- Steven Morrison – trummor, percussion (2005–)

Turnerande medlemmar
- Darren Rennie – keyboard (2009–)

## Diskografi

### Album
- 2007 – Hats Off to the Buskers
- 2009 – Which Bitch?
- 2011 – Bread and Circuses
- 2012 – Cheeky For a Reason
- 2013 – Seven Year Setlist (samlingsalbum)
- 2015 – Ropewalk

### Singlar
- 2006 – Watsted Little DJs
- 2006 – Superstar Tradesman
- 2007 – Same Jeans
- 2007 – The Don/Skag Trendy
- 2007 – Face for the Radio
- 2008 – 5Rebbeccas
- 2009 – Shock Horror
- 2009 – Tempation Dice
- 2010 – Sunday
- 2011 – Grace
- 2011 – I Need That Record
- 2012 – How Long
- 2012 – The Clock
- 2012 – Tacky Tattoo/Hold On Now
- 2013 – Standard